# Station Friedland (Han)
Station Friedland (Han) (Bahnhof Friedland (Han)) is een spoorwegstation in de Duitse plaats Friedland, in de deelstaat Nedersaksen. Het station ligt aan de spoorlijn Frankfurt - Göttingen en werd geopend in 1867. 

## Indeling
Het station heeft twee zijperrons, die niet zijn niet overkapt maar voorzien van abri's. De perrons zijn niet onderling met elkaar verbonden maar de overkant van het spoor is te bereiken via een overweg in de straat Witzenhäuser Straße. Aan beide zijde van de sporen zijn er parkeerplaatsen, fietsenstallingen en bushaltes. In het voormalige stationsgebouw aan de westzijde van de sporen is tegenwoordig het Museum Friedland gevestigd.

## Verbindingen
De volgende treinseries doen het station Friedland (Han) aan:
| Serie | Treinsoort            | Route                                                                              | Bijzonderheden                |
| ----- | --------------------- | ---------------------------------------------------------------------------------- | ----------------------------- |
| R 7   | Regionalbahn (cantus) | Göttingen – Friedland (Han) – Eichenberg – Eschwege – Bebra – Bad Hersfeld – Fulda | Enkele treinen van/naar Fulda |
| R 8   | Regionalbahn (cantus) | Göttingen – Friedland (Han) – Eichenberg – Hann. Münden – Kassel Hbf               |                               |